# Keleti gyöngyházlepke
A keleti gyöngyházlepke (Argynnis laodice), a rovarok (Insecta) osztályába, a lepkék (Lepidoptera) rendjébe, és a tarkalepkefélék (Nymphalidae) családjába tartozó európai faj, a gyöngyházlepkék parafiletikus csoportjának tagja.

## Származása, elterjedése
Eurázsiai faj; elterjedésének nyugati határa Németország nyugati határa. A Mediterráneumból is hiányzik. Magyarországon keleti hegyvidékeinkben él; magyar nevét is erről kapta. Hazai elterjedésének nyugati határa a Mátra, ahol a patakvölgyekben található meg.

## Megjelenése, felépítése
Meglehetősen nagy lepke; szárnyának fesztávolsága 45–65 mm. A szárnyak fekete rajzolata igen szabályos. A hím szárnyának alapszíne élénk vörösbarna, a nőstényé bőrsárga. A szárnycsúcs  lekerekített. A rajzolat fekete elemeinek körvonala éles, a gyöngysor foltjai kerekek, a nőstény elülső szárnyának csúcsa mögött (az r4+5 érköz tövében) élesen kirajzolódó kis fehér folt van. A hím illatcsíkja mérsékelten erős.
A hátulsó szárny fonákjának külső fele a tő felé halványodó pirosas lila, némi ezüstös vagy deres fénnyel, mögötte az érközökben kis fehér, téglalap alakú foltocskák vagy vonalak vannak, amelyek nem annyira harántsávvá, mint inkább lánccá állnak össze. A szárny belső fele sárgászöld, a benne végigfutó két szaggatott harántvonal rozsdavörös. A szárny külső felének árnyalata ibolyás, igen elmosódott rajzolatán átüt a felszín mintázata.
A vörösesszürke hernyó sárga hátvonalát egy fekete sáv osztja. Áltüskéi vörösek; oldalait hat-hat fekete folt tarkázza.

## Életmódja
Évente egy nemzedéke repül, június–augusztus között.
Hernyójának tápnövényei az ibolya fajok (Viola spp.); főleg a sovány ibolya (Viola canina).

## Hasonló fajok
- A nagy gyöngyházlepke (Argyronome paphia) szárnyának vége kihegyesedik; rajta nincs fehér folt.